# Лесной сельсовет (Башкортостан)
Лесной сельсовет (до 2004 г. Лесной поссовет) — муниципальное образование в Чишминском районе Башкортостана.
Согласно Закону о границах, статусе и административных центрах муниципальных образований в Республике Башкортостан имеет статус сельского поселения.

## Состав сельсовета
- с. Алкино-2.

## История
2004 год
Закон Республики Башкортостан «Об изменениях в административно-территориальном устройстве
Республики Башкортостан, изменениях границ и преобразованиях муниципальных образований в Республике Башкортостан», гласит:
ст. 2 «Изменения границ и преобразования муниципальных образований в Республике Башкортостан», п.2, ч.31

2. Изменить наименования следующих муниципальных образований:
31) по Чишминскому району:
а) «Лесной поссовет» на «Лесной сельсовет»;
б) «Караякуповский сельсовет» на «Кара-Якуповский сельсовет»;
в) «Шингаккульский сельсовет» на «Шингак-Кульский сельсовет»;

## Население
| 2002  | 2009  | 2010  | 2012  | 2013  | 2014  | 2015  |
| ----- | ----- | ----- | ----- | ----- | ----- | ----- |
| 5020  | ↘4048 | ↗4996 | ↗5002 | ↗5226 | ↗5337 | ↗5596 |
| 2016  | 2017  | 2018  |       |       |       |       |
| ↘5464 | ↘5383 | ↘5368 |       |       |       |       |